# ملا

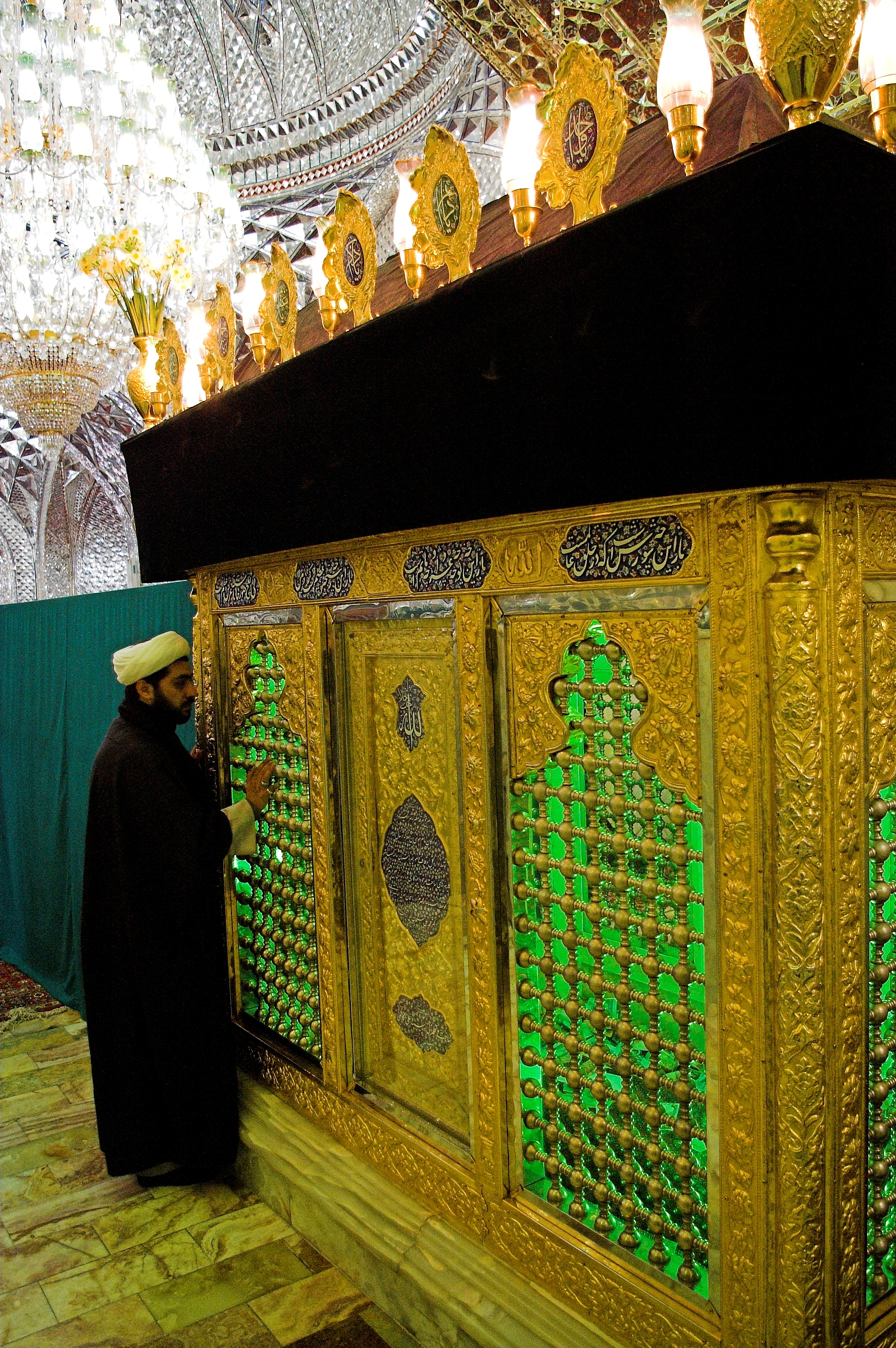

الْمُلَّا (ج. مَلَالِي، وهو تحريف للفظ العربي مولى) فقيه مسلم عند بعض الطوائف الإسلامية، ويستخدم بشكل شائع في مناطق من قبل العراق والكويت، وإيران،البحرين، تركيا، باكستان، أفغانستان، شبه القارة الهندية، آسيا الوسطى والبوسنة حيث يكون خريج مدرسة دينية إسلامية ويطلق على رجل دين محلّي أو لإمام مسجد.
استخدم هذا اللقب كذلك لدى بعض المجموعات اليهودية، وبالأخص اليهود الفرس ويهود بخارى حيث يشير إلى زعيم المجموعة، وفي الأغلب الزعامة الدينية.
من ضمن صلاحيات أو مهام الـملا (قائمة قصيرة مختصرة):
- تحفيظ الأطفال القرآن الكريم وتفسيره وتعليمهم مبادئ القراءة والكتابة.
- إعطاء المشورة والنصح في الأمور الحياتية اليومية والأمور الدينية.
- عقد القِرَان.
- خصم النزاعات بين الأشخاص.

## منزلته القديمة
حتى أوائل القرن العشرين كانت المدارس قليلة فكان الملّا هو مرجع الصبيان في تعليمهم القراءة والكتابة والخط والحساب، وكان مجلسه في ساحات المساجد أو غرف ملحقة بها أو يؤجّر له محلًّا قريبًا من الأسواق والخانات، وفي العراق كانت أنثى الملّا تسمّى «مُلّاية»، وتجعل بيتها هو مدرستها، وكان يُسمّى تلميذ الملّا «صانع المُلّا». والجمع «صُنّاع»، ويختار الملّا من الطلاب أذكاهم ليكون مساعدًا له ونائبًا عنه، ويُسمّى الطالب المساعد «خَلْفَة»، وكان الملّا مأذونًا له في تأديب الصُنّاع بما يراه مناسبًا، وكان دوام الطلاب ستة أيام، كل يوم من الصباح حتى العصر، ما عدا يوم الخميس يخرجون فيه ظهرًا، ويوم الجمعة كان عطلتهم، يُعاقب الصانع (التلميذ) إذا أذنب بعقوباتٍ على قدر ذنبه، قد يؤمر بالوقوف على رجل واحدة، أو يدفع غرامة نقدية، أو يكنس غرفة الدراسة، أو يُحرّك مروحة الملّا بيده.

## في بُريدة
قال محمد ناصر العبودي في كتابه (معجم أسر بريدة) "إن الرجل كان يلقب (الملا) والعادة عندنا ألا يمنح النّاس هذا اللقب إلَّا لمن كان حسن الخطّ كثير الكتابة، إلى درجة تميزه عن الآخرين، ولا أعرف في بريدة أحدا في القديم والحديث عرف بلقب (الملا) هذا إلَّا ثلاثة أولهم وأشهرهم هو (الملا ابن سيف) وهو عبد المحسن بن محمد بن سيف، وانتقل هذا اللقب لابن حفيده المعاصر عبد الله بن ناصر السيف ليس لأنه خطاط، ولكن لكونه من ذرية (الملا عبد المحسن) والثاني: محمد بن عثمان بن عيدان وهو جد زميلي في الدراسة في المدرسة الحكومية عام ١٣٥٧ هـ وعام ١٣٥٨ هـ محمد بن صالح العيدان. والثالث: هو عبد الله بن دليقان هذا. وانقطعت التسمية والتلقيب بلقب الملا بعد ذلك، لكثرة الكتبة وانتشار الكتابة بسبب التوسع في التعليم وشموله.".

## مواضيع متعلقة
- شيخ الإسلام
- قاض